# Ліпа (Оборницький повіт)
Ліпа (пол. Lipa) — село в Польщі, у гміні Ричивул Оборницького повіту Великопольського воєводства.
Населення — 722 особи (2011).
У 1975-1998 роках село належало до Пільського воєводства.

## Демографія
Демографічна структура станом на 31 березня 2011 року:
|          | Загалом | Допрацездатний вік | Працездатний вік | Постпрацездатний вік |
| -------- | ------- | ------------------ | ---------------- | -------------------- |
| Чоловіки | 359     | 100                | 236              | 23                   |
| Жінки    | 363     | 98                 | 208              | 57                   |
| Разом    | 722     | 198                | 444              | 80                   |